# 牌楼街道 (徐州市)
牌楼街道，是中华人民共和国江苏省徐州市鼓楼区下辖的一个乡镇级行政单位。

## 行政区划
牌楼街道下辖以下地区：
华厦社区、绿健社区、鼓楼花园社区、马场社区和水云间社区。